# Praalgraf

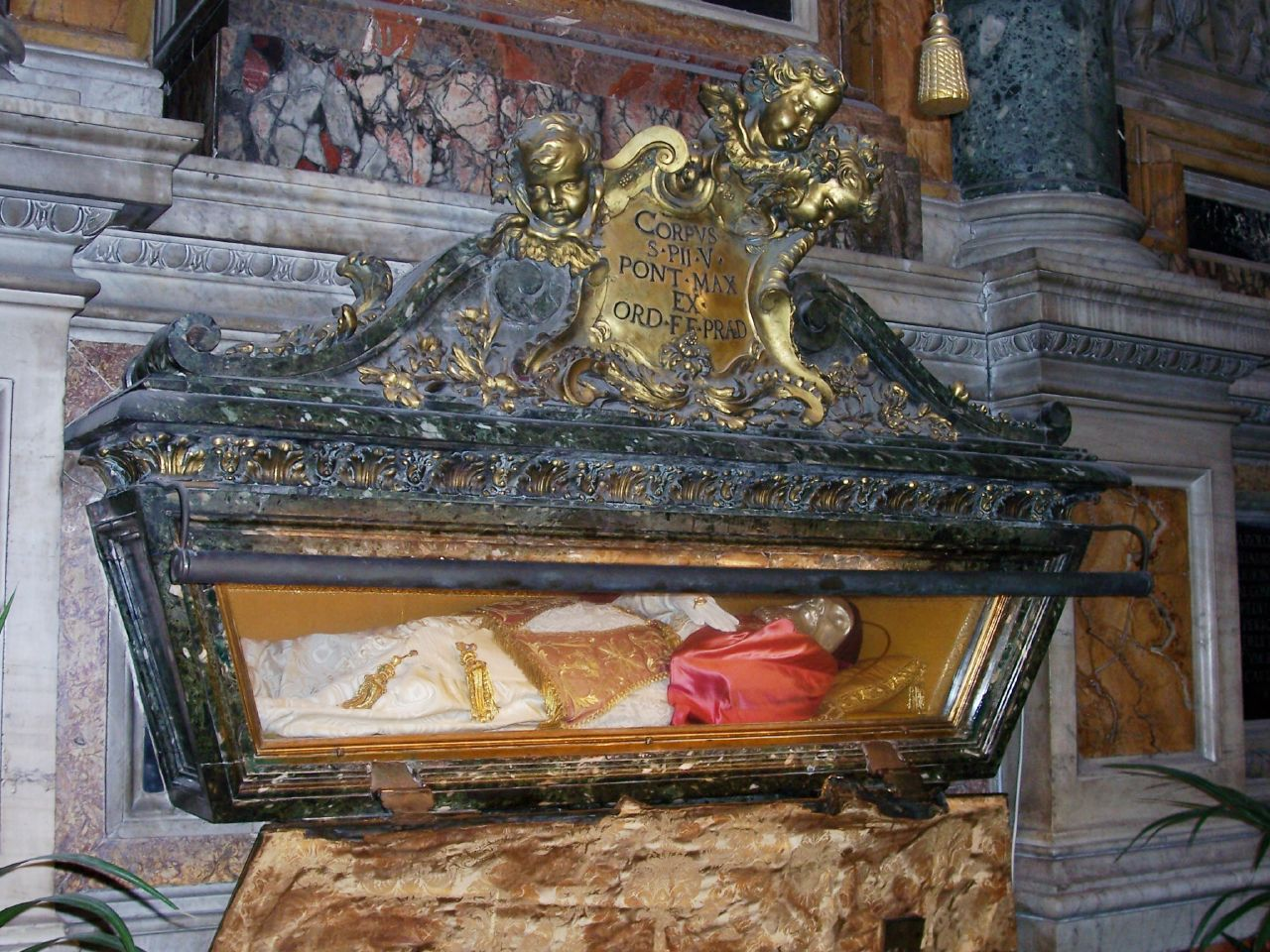
Reliekhouder van de heilige paus Pius V in de Santa Maria Maggiore in Rome

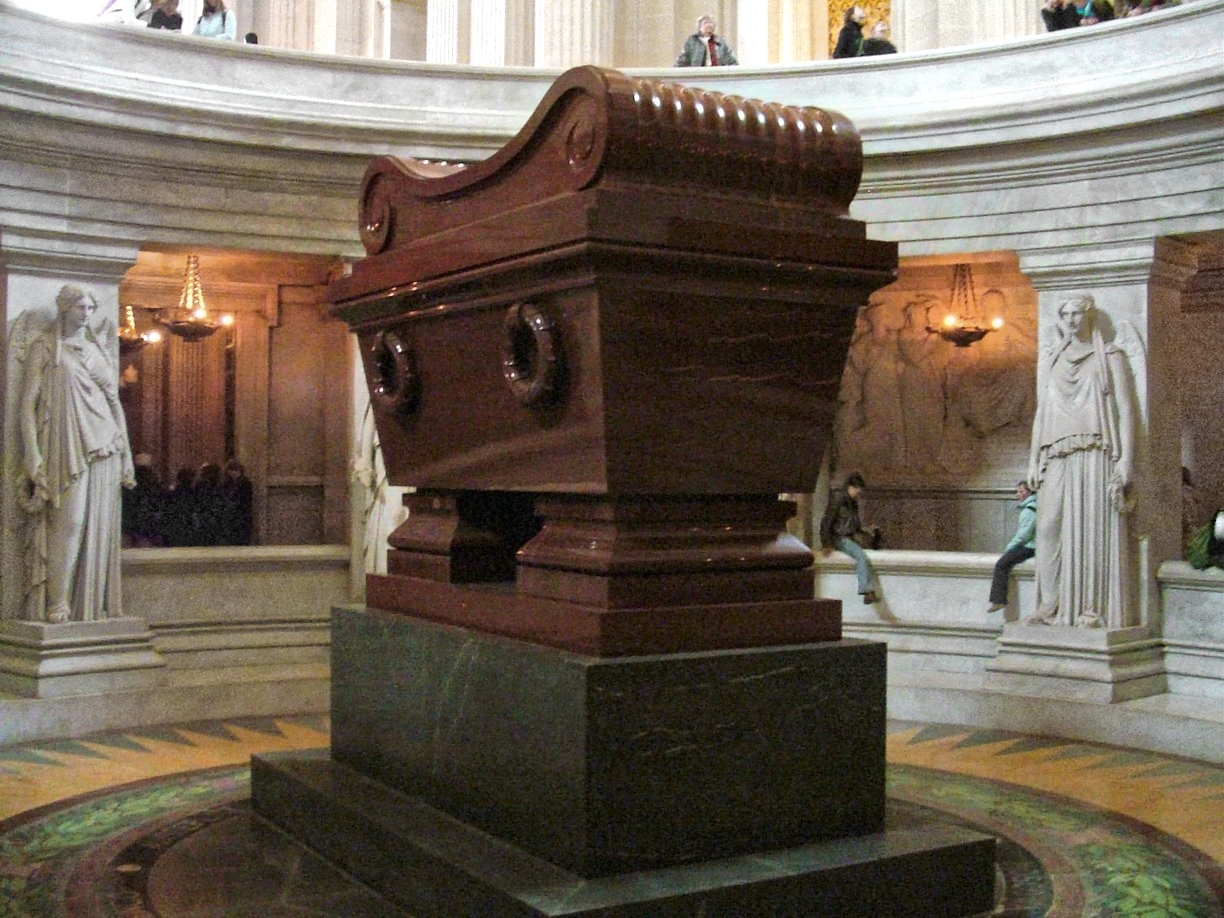
Praalgraf van keizer Napoleon Bonaparte

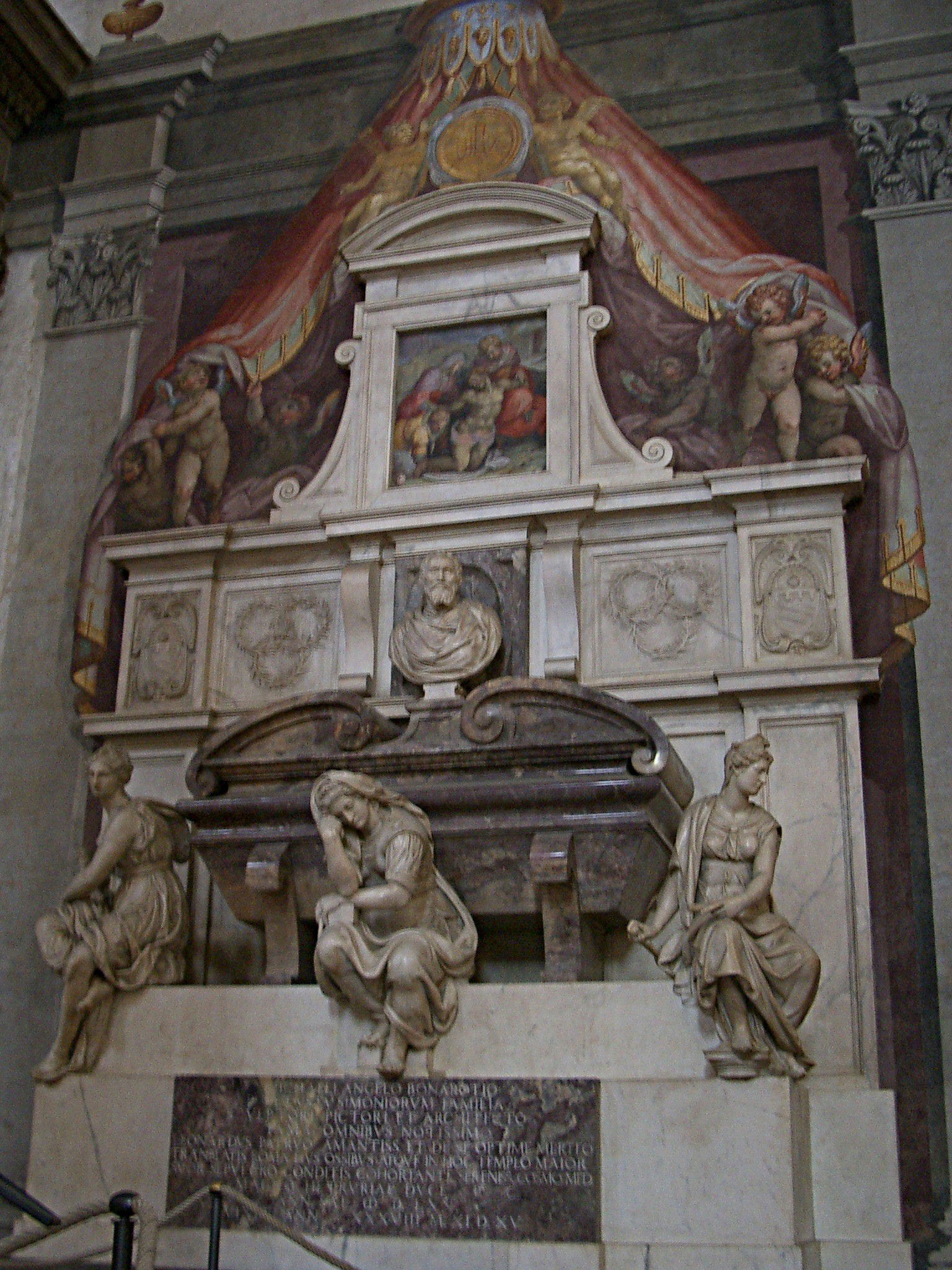
Praalgraf van Michelangelo

Een praalgraf is een grafmonument, gemaakt door een beeldend kunstenaar, vaak een beeldhouwer. Het onderscheidt zich van een gewoon grafmonument door de ligging in een crypte of kerk, en het is gewoonlijk gemaakt ter nagedachtenis van een enkele persoon. 

## Erfgoedwaarde
Veel praalgraven hebben een grote funerair-erfgoedwaarde. Een praalgraf heeft naast emotionele waarde vaak ook een kunsthistorisch belang. Sommige praalgraven zijn in de loop der tijd belangrijker geworden dan de persoon voor wie ze gebouwd zijn.
Praalgraven werden vaak gebouwd voor koningen en keizers, helden en adellijke families. Ook geestelijken zoals pausen, kardinalen en bisschoppen hadden vaak een praalgraf.
De meeste christelijke praalgraven bevonden zich in een kerk. Onder Napoleon werd dit privilege voor de adel afgeschaft. Er werden toen luxe-kerkhoven ingericht, zoals Père-Lachaise in Parijs, of het kerkhof van Laken.
Sommige heiligen werden na hun heiligverklaring te rusten gelegd in een speciaal graf, eigenlijk een soort reliekhouder.
Grafkelders in een kerk zijn een privilege voor uitsluitend koninklijke families en hoge clerus.

## Bekende praalgraven
Het komt voor dat twee personen naast elkaar een praalgraf hebben, zoals dat het geval is met koningin Victoria en prins Albert.
- Praalgraf van Francisco Marcos de Velasco, Sint-Jacobskerk te Antwerpen.
- Praalgraf van Gerard III van Gelre en zijn vrouw Margaretha van Brabant in de Munsterkerk te Roermond.
- Praalgraf van Karel van Gelre in de Sint-Eusebiuskerk te Arnhem.
- Praalgraven in de koninklijke crypte te Laken.
- Praalgraf van Willem van Oranje in de Nieuwe Kerk in Delft.
- Praalgraf van Michiel de Ruyter in de Nieuwe Kerk in Amsterdam.
- Praalgraven van Piet Hein en Maarten Tromp in de Oude Kerk in Delft.
- Praalgraven van Egbert Bartolomeusz Kortenaer, Witte de With en Jan van Brakel in de Laurenskerk in Rotterdam.
- Praalgraf van Engelbrecht II van Nassau in de Onze-Lieve-Vrouwekerk in Breda.
- Praalgraven van de koninklijke grafkelder in het Escorial in San Lorenzo de El Escorial.
- Praalgraf van Christoffel Columbus in de Kathedraal van Sevilla in Sevilla.
- Praalgraf van Napoleon Bonaparte in het Hôtel des Invalides in Parijs.
- Praalgraf van Michelangelo in Basilica Santa Croce in Florence.
- Pontifcale praalgraven in de Sint-Pietersbasiliek in Vaticaanstad, waaronder dat van paus Johannes XXIII (eigenlijk reliekhouder).
- Praalgraven in de Kapuzinergruft in Wenen.
- Praalgraven van de Medici-familie in de Cappelle Medicee van de Basilica San Lorenzo in Florence.

## Praalgraven als dragers van heraldische documenten
Veel praalgraven zijn voorzien van het heraldische wapen van de overledene en soms aangevuld met wapens van familieleden.

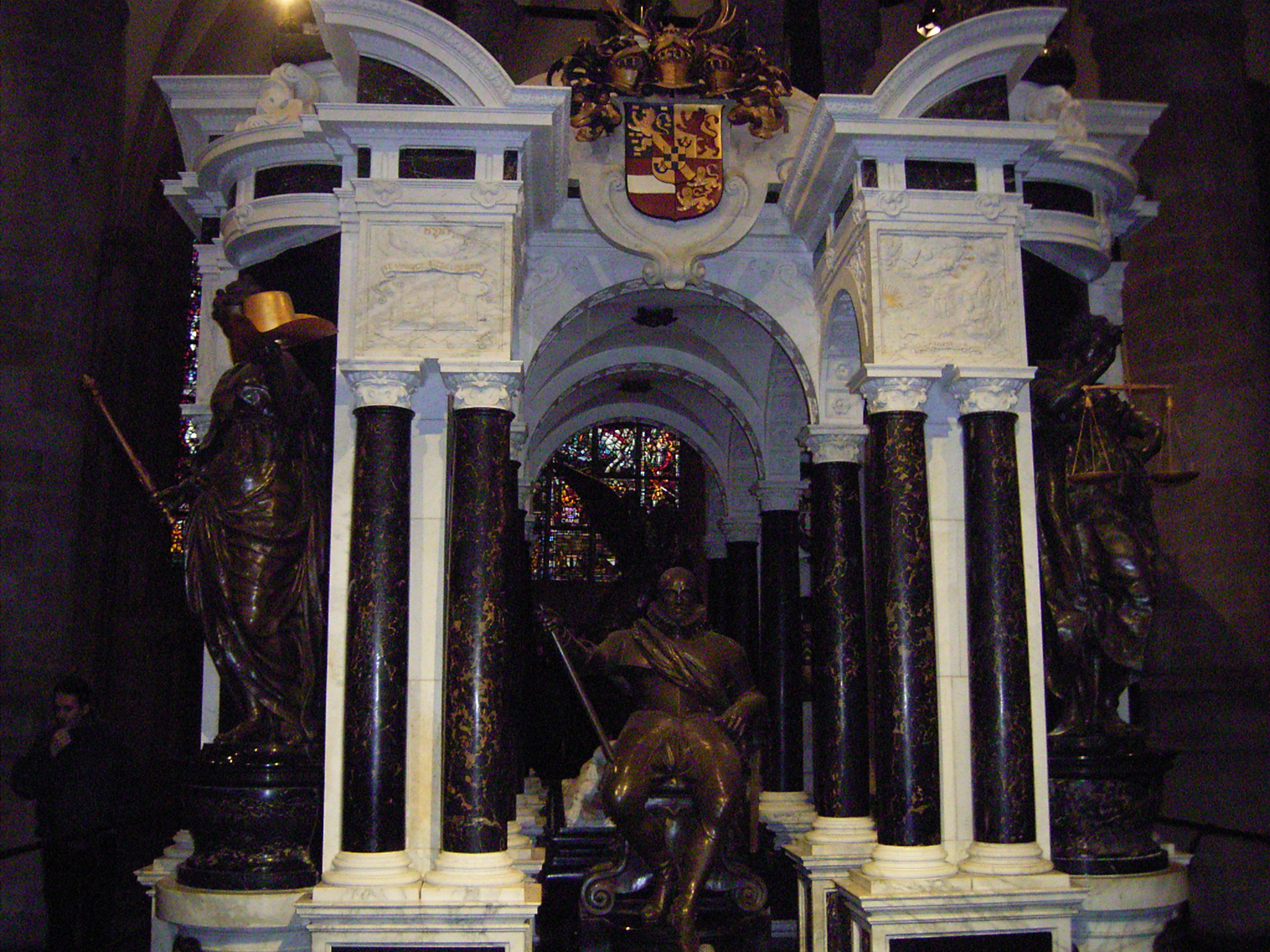
Graf Willem van Oranje met wapen
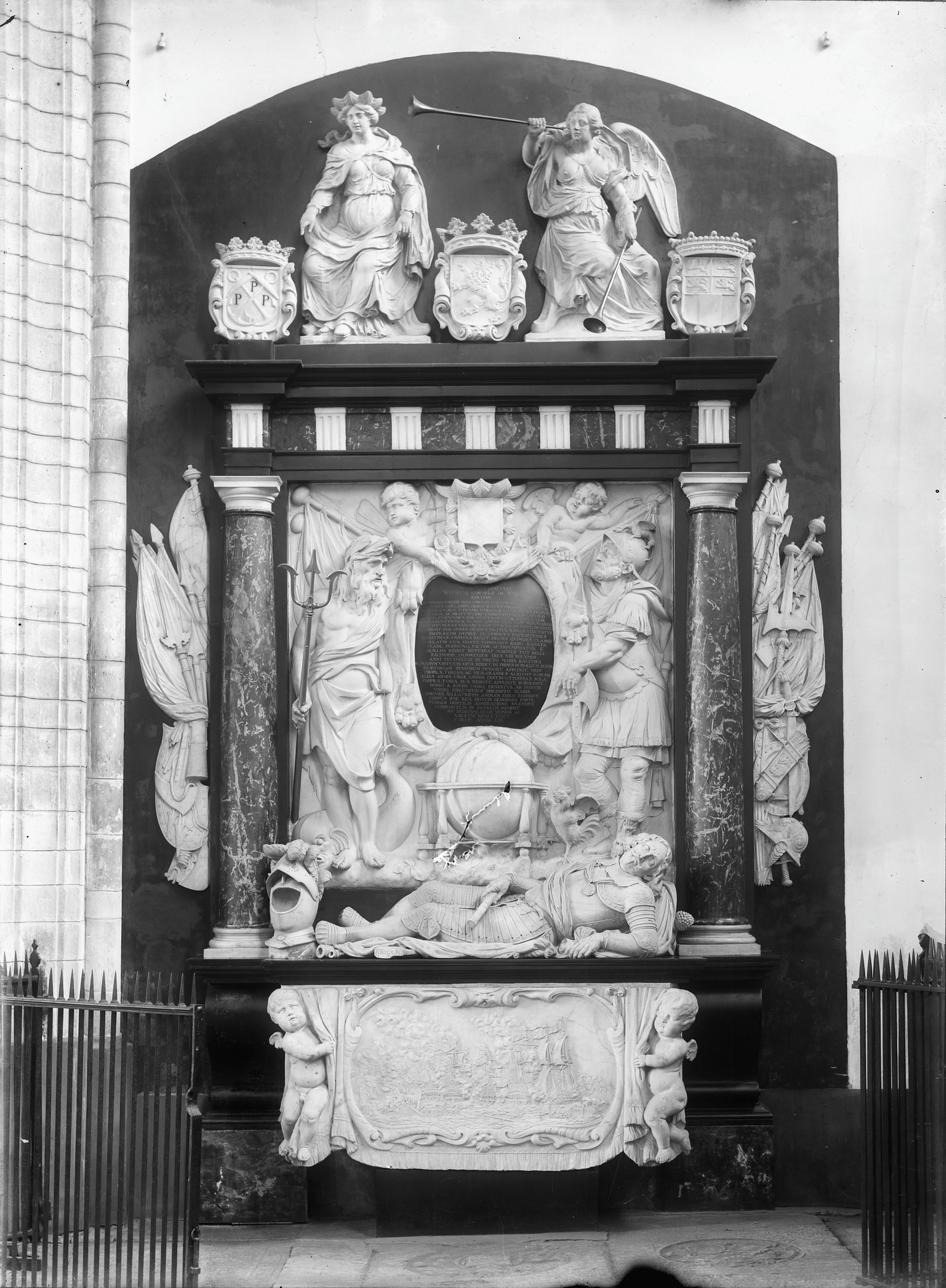
Graf van Witte Corneliszn. de With met wapen
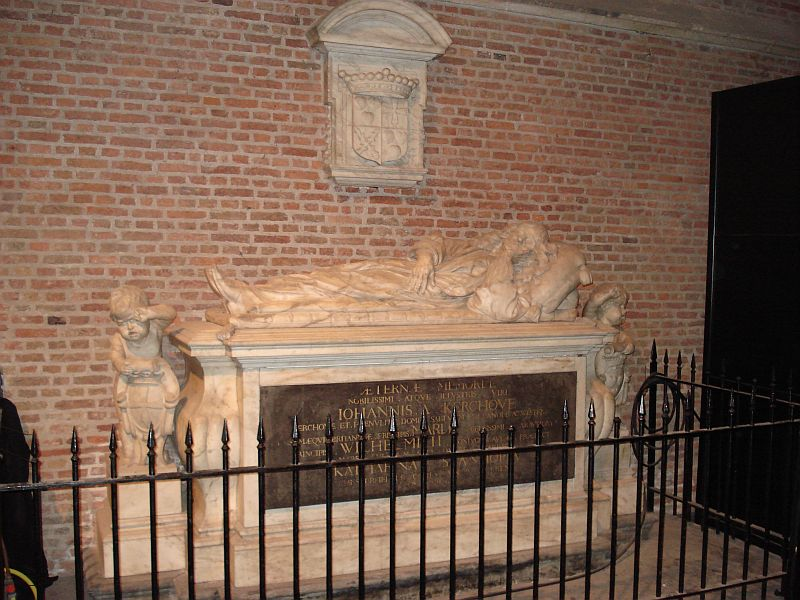
Graf van Joh. Kerchove in de Pieterskerk in Leiden met wapen
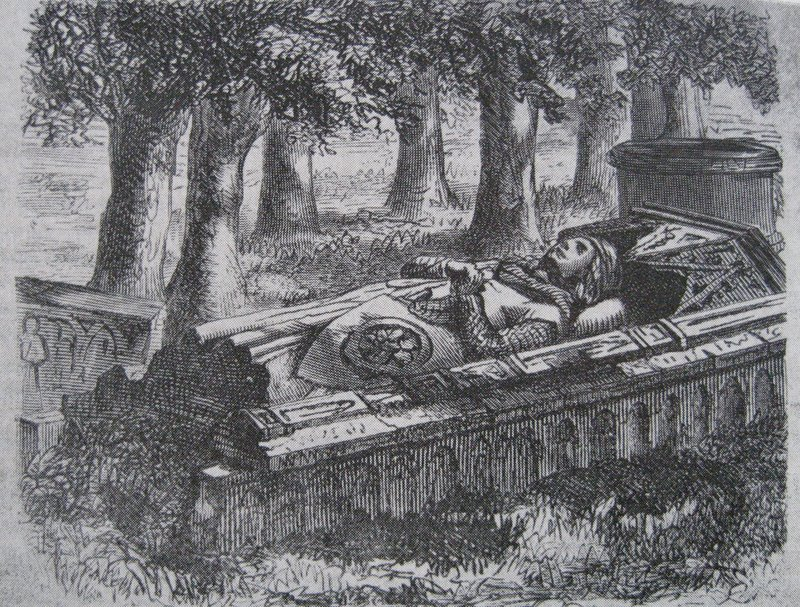
Graf ridder van der Sluijs met wapenschild
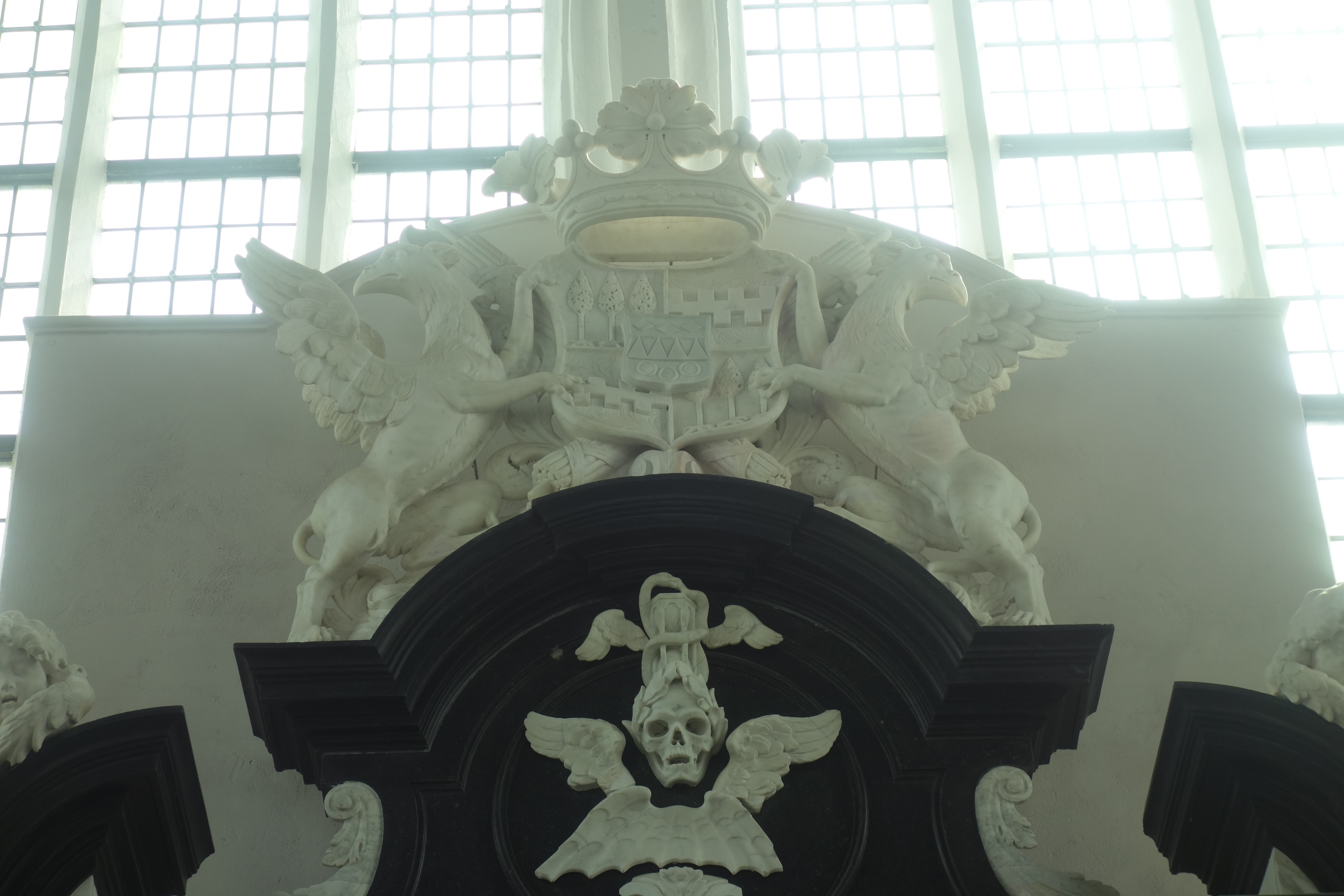
Wapen van de familie Van Bredehoff op het praalgraf van François van Bredehoff in de Grote of Sint-Nicolaaskerk van Oosthuizen